# Łucznictwo na Letnich Igrzyskach Olimpijskich 2012 – kwalifikacje

## Podsumowanie kwalifikacji
| Kraj                     | Mężczyźni               | Mężczyźni           | Kobiety               | Kobiety           | Razem      |
| Kraj                     | Mężczyźni indywidualnie | Mężczyźni drużynowo | Kobiety indywidualnie | Kobiety drużynowo | Zawodników |
| ------------------------ | ----------------------- | ------------------- | --------------------- | ----------------- | ---------- |
| Australia                | 1                       |                     | 1                     |                   | 2          |
| Bangladesz               | 1                       |                     |                       |                   | 1          |
| Bhutan                   |                         |                     | 1                     |                   | 1          |
| Białoruś                 |                         |                     | 1                     |                   | 1          |
| Mjanma                   | 1                       |                     |                       |                   | 1          |
| Brazylia                 | 1                       |                     |                       |                   | 1          |
| Bułgaria                 | 1                       |                     |                       |                   | 1          |
| Chile                    |                         |                     | 1                     |                   | 1          |
| Chiny                    | 3                       | X                   | 3                     | X                 | 6          |
| Chińskie Tajpej          | 3                       | X                   | 3                     | X                 | 6          |
| Dania                    |                         |                     | 3                     | X                 | 3          |
| Egipt                    | 1                       |                     | 1                     |                   | 2          |
| Estonia                  |                         |                     | 1                     |                   | 1          |
| Fidżi                    | 1                       |                     |                       |                   | 1          |
| Filipiny                 | 1                       |                     | 1                     |                   | 2          |
| Francja                  | 3                       | X                   | 1                     |                   | 4          |
| Grecja                   |                         |                     | 1                     |                   | 1          |
| Gruzja                   |                         |                     | 1                     |                   | 1          |
| Hiszpania                | 1                       |                     | 1                     |                   | 2          |
| Holandia                 | 1                       |                     |                       |                   | 1          |
| Hongkong                 | 1                       |                     |                       |                   | 1          |
| Indie                    | 3                       | X                   | 3                     | X                 | 6          |
| Indonezja                |                         |                     | 1                     |                   | 1          |
| Irak                     |                         |                     | 1                     |                   | 1          |
| Iran                     | 1                       |                     | 1                     |                   | 2          |
| Irlandia                 |                         |                     | 1                     |                   | 1          |
| Izrael                   | 1                       |                     |                       |                   | 1          |
| Japonia                  | 3                       | X                   | 3                     | X                 | 6          |
| Kanada                   | 1                       |                     | 1                     |                   | 2          |
| Kazachstan               | 1                       |                     | 1                     |                   | 2          |
| Kolumbia                 | 1                       |                     | 1                     |                   | 2          |
| Korea Południowa         | 3                       | X                   | 3                     | X                 | 6          |
| Korea Północna           |                         |                     | 1                     |                   | 1          |
| Kuba                     | 1                       |                     |                       |                   | 1          |
| Luksemburg               | 1                       |                     |                       |                   | 1          |
| Malezja                  | 3                       | X                   | 1                     |                   | 4          |
| Meksyk                   | 3                       | X                   | 3                     | X                 | 6          |
| Mołdawia                 | 1                       |                     |                       |                   | 1          |
| Mongolia                 | 1                       |                     | 1                     |                   | 2          |
| Niemcy                   |                         |                     | 1                     |                   | 1          |
| Norwegia                 | 1                       |                     |                       |                   | 1          |
| Polska                   | 1                       |                     | 1                     |                   | 2          |
| Południowa Afryka        |                         |                     | 1                     |                   | 1          |
| Rosja                    |                         |                     | 3                     | X                 | 3          |
| Samoa                    |                         |                     | 1                     |                   | 1          |
| San Marino               | 1                       |                     |                       |                   | 1          |
| Słowenia                 | 1                       |                     |                       |                   | 1          |
| Szwajcaria               | 1                       |                     | 1                     |                   | 2          |
| Szwecja                  |                         |                     | 1                     |                   | 1          |
| Stany Zjednoczone        | 3                       | X                   | 1                     |                   | 4          |
| Tajlandia                | 1                       |                     |                       |                   | 1          |
| Turcja                   |                         |                     | 1                     |                   | 1          |
| Ukraina                  | 3                       | X                   | 3                     | X                 | 6          |
| Wenezuela                | 1                       |                     | 1                     |                   | 2          |
| Wielka Brytania          | 3                       | X                   | 3                     | X                 | 6          |
| Włochy                   | 3                       | X                   | 3                     | X                 | 6          |
| Wybrzeże Kości Słoniowej | 1                       |                     |                       |                   | 1          |
| Razem: 56 krajów         | 64                      | 12                  | 64                    | 12                | 128        |

## Zawody kwalifikacyjne
| Zawody                                | Data przeprowadzenia      | Gospodarz  |
| ------------------------------------- | ------------------------- | ---------- |
| Mistrzostwa Świata w Łucznictwie 2011 | 2 - 10 lipca 2011         | Turyn      |
| Mistrzostwa Azji                      | 19 - 25 października 2011 | Teheran    |
| Mistrzostwa Oceanii                   | 1 - 2 stycznia 2012       | Wellington |
| Mistrzostwa Afryki                    | 12 - 16 marca 2012        | Rabat      |
| Mistrzostwa Ameryki                   | 17 - 22 kwietnia 2012     | Medellín   |
| Mistrzostwa Europy                    | 21 - 26 maja 2012         | Amsterdam  |
| Turniej Kwalifikacyjny                | 18 - 24 czerwca 2012      | Ogden      |

## Mężczyźni
| Nazwa imprezy                                         | Data przeprowadzenia      | Gospodarz  | Miejsc | Zakwalifikowani                                                                              |
| ----------------------------------------------------- | ------------------------- | ---------- | ------ | -------------------------------------------------------------------------------------------- |
| Gospodarz                                             | -                         | -          | 3      | Wielka Brytania                                                                              |
| Mistrzostwa Świata w Łucznictwie 2011 (drużynowo)     | 3 - 10 lipca 2011         | Turyn      | 8      | Korea Południowa · Meksyk · Stany Zjednoczone · Francja · Ukraina · Chiny · Włochy · Malezja |
| Mistrzostwa Świata w Łucznictwie 2011 (indywidualnie) | 3 - 10 lipca 2011         | Turyn      | 5      | Jason Lyon Elias Cuesta Jeff Henckels Dżancangijn Gantögs Bård Nesteng                       |
| Mistrzostwa Europy                                    | 21 - 26 maja 2012         | Amsterdam  | 3      | Izrael · Holandia · Mołdawia                                                                 |
| Mistrzostwa Azji                                      | 19 - 25 października 2011 | Teheran    | 3      | Iran · Tajlandia · Hongkong                                                                  |
| Mistrzostwa Panamerykańskie                           | 17 - 22 kwietnia 2012     | Medellín   | 3      | Kuba · Brazylia · Kolumbia                                                                   |
| Mistrzostwa Afryki                                    | 12 - 16 marca 2012        | Rabat      | 2      | Egipt · Wybrzeże Kości Słoniowej                                                             |
| Mistrzostwa Oceanii                                   | 1 - 2 stycznia 2012       | Wellington | 2      | Australia · Fidżi                                                                            |
| Światowy Turniej Kwalifikacyjny (indywidualnie)       | 18 - 24 czerwca 2012      | Ogden      | 7      | Polska · Bułgaria · Szwajcaria · Wenezuela · Filipiny · Kazachstan · Słowenia                |
| Światowy Turniej Kwalifikacyjny (drużynowo)           | 18 - 24 czerwca 2012      | Ogden      | 3      | Japonia · Indie · Chińskie Tajpej                                                            |
| Dzikie karty                                          | -                         | -          | 3      | Bangladesz · Mjanma · San Marino                                                             |

## Kobiety
| Nazwa imprezy                                         | Data przeprowadzenia      | Gospodarz  | Miejsc | Zakwalifikowani                                                                                             |
| ----------------------------------------------------- | ------------------------- | ---------- | ------ | --- |
| Gospodarz                                             | -                         | -          | 3      | Wielka Brytania                                                                                             |
| Mistrzostwa Świata w Łucznictwie 2011 (drużynowo)     | 3 - 10 lipca 2011         | Turyn      | 8      | Korea Południowa · Ukraina · Indie · Włochy · Chińskie Tajpej · Rosja · Chiny · Dania                       |
| Mistrzostwa Świata w Łucznictwie 2011 (indywidualnie) | 3 - 10 lipca 2011         | Turyn      | 6      | Kaciaryna Cimafiejewa Denisse Astrid Van Lamoen Bérengère Schuh Kristine Esebua Natalia Leśniak Un Sil Kwon |
| Mistrzostwa Europy                                    | 21 - 26 maja 2012         | Amsterdam  | 3      | Hiszpania · Szwecja · Niemcy                                                                                |
| Mistrzostwa Azji                                      | 19 - 25 października 2011 | Teheran    | 3      | Indonezja · Mongolia · Malezja                                                                              |
| Mistrzostwa Panamerykańskie                           | 17 - 22 kwietnia 2012     | Medellín   | 2      | Kanada · Kolumbia                                                                                           |
| Mistrzostwa Afryki                                    | 12 - 16 marca 2012        | Rabat      | 2      | Egipt · Południowa Afryka                                                                                   |
| Mistrzostwa Oceanii                                   | 1 - 2 stycznia 2012       | Wellington | 2      | Australia · Samoa                                                                                           |
| Światowy Turniej Kwalifikacyjny (indywidualnie)       | 18 - 24 czerwca 2012      | Ogden      | 8      | Filipiny · Estonia · Kazachstan · Turcja · Szwajcaria · Wenezuela · Grecja · Iran                           |
| Światowy Turniej Kwalifikacyjny (drużynowo)           | 18 - 24 czerwca 2012      | Ogden      | 3      | Japonia · Meksyk · Stany Zjednoczone                                                                        |
| Dzikie karty                                          | -                         | -          | 2      | Irak · Bhutan                                                                                               |